# (23464) 1989 TN15
(23464) 1989 TN15 est un astéroïde de la ceinture principale découvert en 1989.

## Description
(23464) 1989 TN15 a été découvert le 3 octobre 1989 à l'observatoire de La Silla, au Chili, par Henri Debehogne.

### Caractéristiques orbitales
L'orbite de cet astéroïde est caractérisée par un demi-grand axe de 2,25 UA, un périhélie de 1,90 UA, une excentricité de 0,15 et une inclinaison de 2,98° par rapport à l'écliptique. Du fait de ces caractéristiques, à savoir un demi-grand axe compris entre 2 et 3,2 UA et un périhélie supérieur à 1,666 UA, il est classé, selon la JPL Small-Body Database, comme objet de la ceinture principale.

### Caractéristiques physiques
(23464) 1989 TN15 a une magnitude absolue (H) de 15,3 et un albédo estimé à 0,070.